# Dionísio Azevedo
Taufik Jacob, mais conhecido como Dionísio Azevedo (Carmo do Rio Claro, 4 de abril de 1922 — São Paulo, 11 de dezembro de 1994) foi um ator e diretor brasileiro. Era viúvo da atriz Flora Geny.

## Biografia
Nascido no então distrito Conceição de Aparecida, pertencente a Carmo do Rio Claro, Dionísio começou sua carreira em 1941, na Rádio Record. Em 1950 atuou no teatro e logo depois na TV e cinema. No teatro, seu maior sucesso foi A Morte do Caixeiro Viajante, em 1962.
Na televisão foi um dos responsáveis pelas pioneiras experiências em teledramaturgia, participando ativamente do emblemático TV de Vanguarda. Foi sua a primeira adaptação de Guimarães Rosa, feita em 1953, na TV Tupi, A hora e a vez de Augusto Matraga. Além da adaptação, dirigiu e atuou naquele que foi um dos momentos mais importantes do início da televisão no Brasil.
No cinema, dirigiu a primeira versão de Chão Bruto (1958). Como ator participou de grandes produções, como O Sobrado (1956), O Pagador de Promessas (1962), Independência ou Morte (1972) — do qual também colaborou no roteiro —, Lampião, O Rei do Cangaço (1964),  O Santo Milagroso (1966), O Caçador de Esmeraldas (1979), A Marvada Carne (1985) e a comédia Sedução (1974), de Fauzi Mansur.
Na televisão, dirigiu e atuou em várias telenovelas, como A Pequena Órfã (1968); As Pupilas do Senhor Reitor (1970) na TV Record; Meu Pedacinho de Chão (1971); O Astro (1977) — na qual interpretou Salomão Hayala, personagem cuja morte foi um dos maiores mistérios da trama e fator de grande audiência por muitos meses —; Pai Herói (1979); O Meu Pé de Laranja Lima (1980), onde viveu o seu Manoel, o Portuga; Os Imigrantes (1981), na TV Bandeirantes e Pão Pão, Beijo Beijo (1983), entre outras.
Foi casado por mais de 30 anos com a atriz Flora Geny, falecida em 1991, tiveram 2 filhos: o autor Dionísio Jacob e o já falecido Noel Jacob. Ele e Flora Geny trabalharam em vários filmes, novelas e peças de teatro.
Morreu vítima de um câncer, inicialmente diagnosticado no cérebro.

## Filmografia

### Televisão

#### Como ator
| Ano       | Título                      | Personagem                    | Notas                                                 |
| --------- | --------------------------- | ----------------------------- | ----------------------------------------------------- |
| 1951      | Sua Vida Me Pertence        | Roger                         |                                                       |
| 1952      | Meu Trágico Destino         | —                             |                                                       |
| 1952-1961 | TV de Vanguarda             | Vários personagens            |                                                       |
| 1954      | Casa de Bonecas             | Epaminondas                   |                                                       |
| 1956-1959 | Grande Teatro Tupi          | Vários personagens            |                                                       |
| 1957      | Lever no Espaço             | Dimitri                       |                                                       |
| 1964      | Ambição                     | Guilherme                     |                                                       |
| 1968      | A Pequena Órfã              | Velho Gui                     |                                                       |
| 1969      | Algemas de Ouro             | Agenor                        |                                                       |
| 1970      | As Pupilas do Senhor Reitor | Sr. Reitor (pe. Antônio)      |                                                       |
| 1971      | Meu Pedacinho de Chão       | Furgêncio Falcão              |                                                       |
| 1975      | O Velho, o Menino e o Burro | Velho Gui                     |                                                       |
| 1977      | Dona Xepa                   | Agenor                        |                                                       |
| 1977      | O Astro                     | Salomão Hayala                |                                                       |
| 1978      | Caso Especial               | Amigo de Quincas              | Episódio: "A Morte e a Morte de Quincas Berro D´Água" |
| 1979      | Pai Herói                   | Nestor Garcia                 |                                                       |
| 1980      | Pé de Vento                 | Mestre André                  |                                                       |
| 1980      | O Meu Pé de Laranja Lima    | Manuel Valadares "Portuga"    |                                                       |
| 1981      | Os Imigrantes               | Tufik Assad                   |                                                       |
| 1982      | Quem Ama Não Mata           | General Aurélio Flores        |                                                       |
| 1983      | Pão Pão, Beijo Beijo        | Altino Camargo                |                                                       |
| 1983      | Caso Especial               | Médico                        | Episódio: "O Homem que Veio de Minas"                 |
| 1983      | Caso Especial               | Pai                           | Episódio: "O Reencontro"                              |
| 1983      | Champagne                   | João Carlos Mercadante (Juca) |                                                       |
| 1984      | Meu Destino é Pecar         | Miguel Santa Rita             |                                                       |
| 1988      | Tarcísio & Glória           | Eládio Lauriano               | Episódio: "Um Banho de Loja"                          |

#### Como diretor
| Ano       | Título                      |
| --------- | --------------------------- |
| 1952-1961 | TV de Vanguarda             |
| 1956      | E o Vento Levou             |
| 1958      | Sublime Obsessão            |
| 1959      | Um Lugar ao Sol             |
| 1959      | Adeus, Mr. Chips            |
| 1963      | Corações em Conflito        |
| 1964      | Uma Sombra em Minha Vida    |
| 1964      | A Outra Face de Anita       |
| 1964      | A Moça que Veio de Longe    |
| 1964      | Ambição                     |
| 1966      | Ninguém Crê em Mim          |
| 1967      | O Morro dos Ventos Uivantes |
| 1967      | O Tempo e o Vento           |
| 1968      | A Pequena Órfã              |
| 1969      | Seu Único Pecado            |
| 1969      | Algemas de Ouro             |
| 1970      | As Pupilas do Senhor Reitor |
| 1971      | Os Deuses Estão Mortos      |
| 1971      | Meu Pedacinho de Chão       |
| 1972      | O Príncipe e o Mendigo      |
| 1972      | Jerônimo, o Herói do Sertão |

### Cinema

#### Como ator
| Ano  | Título                                         | Personagem             | Notas                         |
| ---- | ---------------------------------------------- | ---------------------- | ----------------------------- |
| 1992 | Eternidade                                     | Balteano               |                               |
| 1990 | L'Ospite                                       | —                      |                               |
| 1989 | Kuarup                                         | Dom Anselmo            |                               |
| 1985 | Os Bons Tempos Voltaram: Vamos Gozar Outra Vez | Argemiro               | Segmento: "Primeiro de Abril" |
| 1985 | A Marvada Carne                                | Nhô Totó               |                               |
| 1983 | O Fuscão Preto                                 | Lucena                 |                               |
| 1982 | Verde Vinho                                    | Alfredo Morais         |                               |
| 1980 | O Menino Arco-Íris                             | Construtor de estradas |                               |
| 1979 | O Caçador de Esmeraldas                        | Padre João Leite       |                               |
| 1976 | A Noite das Fêmeas                             | —                      |                               |
| 1976 | O Dia das Profissionais                        | Scalizzi               |                               |
| 1976 | Bacalhau                                       | Petrônio               |                               |
| 1975 | Kung Fu Contra as Bonecas                      | Coronel                |                               |
| 1975 | O Dia em que o Santo Pecou                     | Delegado               |                               |
| 1974 | Sedução - Qualquer Coisa a Respeito do Amor    | Giulio                 |                               |
| 1973 | A Pequena Órfã                                 | Velho Gui              |                               |
| 1973 | Obsessão                                       | —                      |                               |
| 1972 | Independência ou Morte                         | José Bonifácio         |                               |
| 1972 | Longo Caminho da Morte                         | Cel. Múcio             |                               |
| 1969 | Corisco, O Diabo Loiro                         | Compadre Mariano       |                               |
| 1967 | O Santo Milagroso                              | Padre José             |                               |
| 1964 | Lampião, O Rei do Cangaço                      | João de Mariano        |                               |
| 1962 | O Pagador de Promessas                         | Padre Olavo            |                               |
| 1962 | Figuração                                      | Narração               | Documentário                  |
| 1961 | A Primeira Missa                               | Mestre Zuza            |                               |
| 1961 | The Fisherman and His Soul                     | Padre Serafim          |                               |
| 1960 | Estrada do Amor                                | —                      |                               |
| 1960 | Cidade Ameaçada                                | Chefe da polícia       |                               |
| 1958 | A Seca                                         | Narração               | Curta-metragem                |
| 1956 | O Sobrado                                      | Fandango               |                               |
| 1953 | Custa Pouco a Felicidade                       | —                      |                               |
| 1950 | A Gata                                         | —                      | Curta-metragem                |
| 1949 | Quase no Céu                                   | —                      |                               |

## Prêmios e indicações

### Troféu Roquette Pinto
| Ano  | Categoria             | Indicação        | Resultado |
| ---- | --------------------- | ---------------- | --------- |
| 1952 | Melhor Produtor de TV | Dionísio Azevedo | Venceu    |